# Ben Ferreira
Pour les articles homonymes, voir Ferreira.
Ben Ferreira, né le 5 avril 1979 à Vancouver en Colombie britannique, est un patineur artistique canadien, vice-champion du Canada en 2004.

## Biographie

### Carrière sportive
Ben Ferreira est double médaillé de bronze du Canada en 2000 et 2001 avant de devenir vice-champion du Canada en 2004, derrière son compatriote Emanuel Sandhu.
Il représente son pays à un mondial junior (1998 à Saint-Jean), quatre championnats des quatre continents (2000 à Osaka, 2001 à Salt Lake City, 2004 à Hamilton et 2005 à Gangneung) et trois mondiaux seniors (2000 à Nice, 2002 à Nagano et 2004 à Dortmund). Il ne participe jamais aux Jeux olympiques d'hiver.
Il arrête les compétitions sportives après les championnats nationaux en janvier 2006.

### Reconversion
Ben Ferreira dirige le patinage au Royal Glenora Club d'Edmonton en Alberta.

### Vie privée
Ben Ferreira épouse Jadene Fullen le 21 mai 2005. Celle-ci travaille comme chorégraphe au Royal Glenora Club d'Edmonton. Elle a chorégraphié pour Ben Ferreira au cours de sa carrière compétitive.

## Palmarès
| Compétitions principales           | 1997    | 1998    | 1999    | 2000    | 2001    | 2002    | 2003    | 2004    | 2005    | 2006    |  |  |  |  |
| Jeux olympiques d'hiver            |         |         |         |         |         |         |         |         |         |         |  |  |  |  |
| Championnats du monde              |         |         |         | 19e     |         | 15e     |         | 13e     |         |         |  |  |  |  |
| Championnats des quatre continents |         |         |         | 10e     | 9e      |         |         | 7e      | 4e      |         |  |  |  |  |
| Championnats du Canada             | 7e      | 6e      | 5e      | 3e      | 3e      | 5e      | 4e      | 2e      | 4e      | 8e      |  |  |  |  |
| Championnats du monde juniors      |         | 12e     |         |         |         |         |         |         |         |         |  |  |  |  |
|                                    |         |         |         |         |         |         |         |         |         |         |  |  |  |  |
| Grand Prix ISU                     | 1996/97 | 1997/98 | 1998/99 | 1999/00 | 2000/01 | 2001/02 | 2002/03 | 2003/04 | 2004/05 | 2005/06 |  |  |  |  |
| Skate America                      |         |         |         |         |         | 8e      |         |         | 8e      |         |  |  |  |  |
| Skate Canada                       |         |         |         | 7e      | 4e      | 9e      |         |         | 2e      |         |  |  |  |  |
| Coupe de Chine                     |         |         |         |         |         |         |         |         |         | 4e      |  |  |  |  |
| Coupe d'Allemagne                  |         |         |         |         |         |         | 10e     |         |         |         |  |  |  |  |
| Trophée de France                  |         |         |         |         |         |         | 8e      |         |         |         |  |  |  |  |
| Coupe de Russie                    |         |         |         |         |         |         |         | 7e      |         |         |  |  |  |  |
| Trophée NHK                        |         |         |         |         | 7e      |         |         | 6e      |         | 6e      |  |  |  |  |
| Légende : A = Abandon              |         |         |         |         |         |         |         |         |         |         |  |  |  |  |